# Modena City Ramblers
Modena City Ramblers (MCR) est un groupe italien, originaire de Modène. Le premier genre musical exploré est le folk irlandais (dont les accents ont subsisté même après le passage à d'autres genres).
En 1994 sort le premier album du groupe, Riportando tutto a casa, où se mélangent punk rock, folk irlandais et reprises de chants de la Résistance. Dans les années suivantes ont lieu plusieurs changements dans la composition du groupe, déjà orphelin depuis le premier disque de la voix d'Alberto Morselli, en 2001 abandonnent également le projet Modena City Ramblers Giovanni Rubbiani et surtout Alberto Cottica, l'accordéoniste auteur de nombreux textes du groupe.
Après 14 ans de travail au sein des Ramblers, le 18 novembre 2005, le chanteur Stefano « Cisco » Bellotti quitte le groupe qui se retrouve sans porte-parole. Le 27 janvier 2006 la composition du groupe change.

## Histoire

### Débuts (1991–1995)
Les Modena City Ramblers sont formés en 1991 par un groupe d'amis qui voulaient jouer de la musique irlandaise. Ils étaient composés d'« Albertone » Morselli, Giovanni Rubbiani et « Albertino » Cottica, du groupe Lontano da dove, Franco D'Aniello et Luciano Gaetani de l'Abbazia dei Folli. En février 1991, à l'occasion d'un concert à la Wienna de Modène, le nom Modena City Ramblers est décidé, car « nous savions qu'en Irlande chaque ville a ses City Ramblers et nous pensions qu'il était bon que Modène ne soit pas en reste » . Le nom est également un hommage aux Dublin City Ramblers, un groupe de « danse de salon irlandaise », sans oublier leurs racines émiliennes.
Leur premier album Riportando tutto a casa, sorti en 1994, est un manifeste de la culture musicale du groupe, allant de l'Irlande avec la chanson In un giorno di pioggia aux expériences de la casa nostra Quarant'anni, sans oublier la légèreté des paroles désengagées comme The Great Song of Indifference, les mélodies de Ninnananna et la mémoire de la Résistance (Resistenza) avec leur première version de Bella ciao. Le disque est produit par Mescal, puis réédité par Blackout/PolyGram avec l'ajout du titre Il bicchiere dell'addio dans lequel Bob Geldof apparaît. La version Mescal présente également le premier batteur du MCR, Roberto Zeno.
À la fin de l'été, Albertone quitte le groupe en raison de désaccords politiques et musicaux avec le reste du groupe, et Cisco reste le seul vocaliste. Par la suite, Morselli forme plusieurs groupes, menant à un album solo Da un'altra parte en 2005 ; en 2007, il assure la direction artistique du disque Il vento che soffia dalla luna du groupe de folk de Parme Mé, Pék e Barba, tandis qu'en 2009, il revient assurer la direction artistique d'un disque du groupe de folk Mé, Pék e Barba, intitulé La rosa e l'urtiga avec Filippo Chieli. En 2012, il revient chanter dans quelques titres de l'album La scatola magica des Mé, Pék e Barba. Depuis 2013, il chante dans le groupe The Morsellis, avec lequel il sort en 2019 l'album The Primavera Session.

### Succès et affaireContessa(1996–2006)

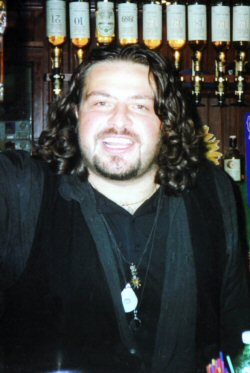
Octobre 1998, Cisco Bellotti au Sisten Irish Pub de Novellara lors de l'enregistrement de Raccolti.

En 1996, le deuxième album La grande famiglia sort, avec Paolo Rossi, Mara Redeghieri de Üstmamò, Marino et Sandro Severini du groupe Gang. Au début de la tournée, Gaetani et Michelini, qui n'acceptent pas de quitter leurs emplois (respectivement psychologue et employé de banque), quittent le groupe, remplacés par Massimo Giuntini et Francesco Moneti, tous deux de l'Aretine Wind House. Ils participent au concerto del Primo Maggio à Rome et jouent une dizaine de dates avec Paolo Rossi.
Après 14 ans d'activité, Stefano « Cisco » Bellotti quitte le groupe pour poursuivre une carrière solo.
Le groupe décide de ne pas passer d'audition mais appelle deux amis pour partager la postérité de Cisco : Davide « Dudu » Morandi, anciennement Mocogno Rovers, déjà présent dans les parties aux chœurs de Riportando tutto a casa et sur la photo de couverture de La grande famiglia, car il avait déjà chanté en direct avec les Ramblers à leurs débuts, et Elisabetta Vezzani (Betty Vezzani), qui a chanté avec le Cormac et dans le projet de folk Beyond the Wire avec Luca Giacometti, ainsi que dans la pièce Le Ceneri di Gramsci de Pier Paolo Pasolini et mise en musique par Giovanna Marini. Pour tester la nouvelle formation, MCR effectue une courte tournée des clubs, qui a vu son baptême au Fuori Orario à Taneto di Gattatico, le 3 mars 2006.
Lors du traditionnel Concerto del Primo Maggio (Concert du premier mai à Rome), le groupe se produit en chantant la chanson de protestation traditionnelle du mouvement ouvrier Contessa (dans leur répertoire depuis la bande démo Combat Folk, mais depuis longtemps abandonnée en live car considérée comme ambiguë)  en changeant les mots de certaines strophes, en atténuant les caractères les plus durs de son langage. Après le concert, la modification du texte a suscité une polémique, surtout après l'intervention de l'auteur de la chanson Paolo Pietrangeli, qui, dans un article paru dans Liberazione, se distancie de l'initiative, déclarant qu'il avait refusé le consentement des Modena City Ramblers à toute modification du texte depuis le début,,.
Le 3 novembre 2006, l'album Dopo il lungo inverno sort sous la production Peter Walsh, ancien collaborateur de Peter Gabriel et Simple Minds, avec comme invités Terry Woods (membre des Pogues, ancien membre de Sweeney's Men et de Steeleye Span), la fanfare macédonienne Original Kocani Orkestar, Massimiliano Fabianelli, accordéoniste des Ramblers en tournée l'année précédente, le quatuor à cordes Koinè de Reggio Emilia dont fait partie Filippo Chieli, la chanteuse Lucia Tarì et l'harmoniciste Enzo Ciliberti.
Mars 2007 assiste à la sortie de Tre colori, le nouvel album de l'auteur-compositeur-interprète de rock Graziano Romani, qui présente les Ramblers en tant qu'invités, à la fois en tant que singles et dans le line-up complet, dans les titres Corre buon sangue, Stesso viaggio stessa città, et Spiriti liberi.

### Autres sorties (2007–2017)
Le 6 octobre 2007, Luca « Gabibbo » Giacometti décède dans un accident de voiture,. Le 13 octobre 2007 à Castelnuovo Rangone (MO), pour commémorer sa mort, Davide Morandi, Franco D'Aniello et Massimo Ghiacci participent en tant qu'invités à un concert de l'ancien chanteur Stefano « Cisco » Bellotti.
Le 10 avril 2009 sort l'album Onda libera, dont le thème dominant est le concept de liberté. L'album aborde de multiples thèmes, dont la lutte contre la mafia, la solidarité avec les peuples marginalisés et discriminés, la liberté de protestation des étudiants, et le thème des morts au travail. Le titre découle de la volonté des Ramblers de faire référence à la fois à la Onda, mouvement étudiant né à l'automne 2008, et à la Libera, l'association de lutte contre les mafias fondée par Don Luigi Ciotti.
Le 13 octobre 2009, les Modena City Ramblers ont annoncé sur leur site officiel qu'Arcangelo « Kaba » Cavazzuti et Elisabetta « Betty » Vezzani quittaient les Modena City Ramblers. Les raisons de cette décision, prise d'un commun accord mais non moins douloureuse, sont dues à des choix de vie strictement personnels. Kaba quitte les Ramblers après une collaboration de plus de 15 ans, d'abord en tant que producteur puis en tant qu'instrumentiste, tandis que Betty n'a rejoint le groupe qu'en 2006. En 2009, Betty collabore avec les Legitimate Brigandage sur l'album Il cielo degli esclusi (Cinico Disincanto). Au même moment, les Ramblers annoncent le lancement d'une tournée de célébration des 15 ans de la sortie du premier album Riportando tutto a casa, qui emmènera le groupe dans les « petits-grands » clubs de la péninsule à l'automne-hiver 2009, en proposant une setlist basée sur les chansons de l'album sorti en 1994. Pour l'occasion, le « vieux » compagnon de route du groupe, Luciano Gaetani, multi-instrumentiste et cofondateur du groupe Emilian, et Luca Serio Bertolini, auteur-compositeur-interprète et ancien technicien de scène, rejoignent le groupe à la guitare acoustique.
Le 15 mars 2014, à l'occasion des festivités de la Saint-Patrick organisées par l'Estragon de Bologne (Irlanda in Festa), les Modena City Ramblers donneront le coup d'envoi de leur tournée VENTI. Cette tournée célèbre les vingt ans de la sortie (en 1994) de Riportando tutto a casa. La setlist comprendra les chansons cultes de ces vingt années. L'enregistrement de la soirée sera publié sur un double CD et DVD Venti, à paraître le 27 mai 2014 En octobre 2014, ils enregistrent la chanson Chi vola vale, l'hymne du Modène Volley.

### RiaccoltietAltomare(depuis 2018)
Le 4 novembre 2018, ils enregistrent un concert acoustique au Studio Esagono à Rubiera, et une campagne de financement collectif s'ensuit pour la sortie de l'album correspondant intitulé Riaccolti (le titre rappelle le précédent Raccolti sorti en 1998). L'album, déjà distribué aux rabatteurs, sort le 5 mars 2019.
Le 22 décembre 2020, via un post Facebook, le batteur Roberto Zeno annonce son départ du groupe après 26 ans de militantisme.
En mars 2023, ils annoncent le nouvel album et lancent en même temps un financement collectif. Le 19 mars, le départ de Diego Scaffidi est annoncé, et il est remplacé par Enrico Torreggiani, anciennement dans Los Fastidios, et joueur de session pour Mietta. À l'automne 2023, les Ramblers entament une tournée des clubs européens : Angleterre, Irlande, Luxembourg, France, et Pays-Bas. En raison de problèmes de santé, Massimo Ghiacci est temporairement remplacé par Riccardo Sgavetti. En mai 2024, ils collaborent avec le groupe italien España Circo Este sur la chanson Addio Paura.

## Membres
- Massimo « Ice » Ghiacci - basse électrique et acoustique, contrebasse, chœurs
- Franco D’Aniello - flûte, flûte irlandaise, trompette, chœurs
- Francesco « Fry » Moneti - guitare électrique et acoustique, guitare baryton, violon électrique, acoustique, oud, mandoline, chœurs
- Roberto Zeno - batterie, percussions, chœurs
- Arcangelo « Kaba » Cavazzutti - batterie, percussions, guitare acoustique, banjo, chœurs
- Luca « Gabibbo » Giacometti - bouzouki, mandoline, chœurs
- Daniele Contardo - accordéon, accordéon diatonique, chœurs
- Davide « Dudu » Morandi - voix
- Stefano « Cisco » Bellotti - voix, guitare, (-2005)
- Betty Vezzani - voix (-2009)

## Discographie
- 1993 : Combat Folk (cassette de démonstration auto-produite) ; ce nom est à l'origine du mouvement musical combat folk.
- 1994 : Riportando tutto a casa
- 1996 : La Grande Famiglia
- 1997 : Terra e Libertà
- 1998 : Cent'anni di solitudine
- 1998 : Raccolti (album live)
- 1999 : Fuori Campo
- 2002 : Radio Rebelde
- 2003 : Modena City Remix (mini-CD de 5 remixes de divers musiciens plus un inédit)
- 2003 : Gocce (initiative Acqua per la Pace)
- 2004 : Viva la vida, muera la muerte!
- 2005 : Appunti Partigiani
- 2006 : Dopo in lungo inverno
- 2008 : Bella ciao - Italian Combat Folk for the Masses
- 2009 : Onda libera
- 2011 : Sul tetto del mondo
- 2012 : Battaglione Alleato
- 2013 : Niente di nuovo sul fronte occidentale
- 2014 : 1994-2014 Venti
- 2015 : Tracce clandestine
- 2017 : Mani come rami, ai piedi radici